# Base de Apoyo Logístico Pigüé
La Base de Apoyo Logístico (BAL) «Pigüé» es una unidad de logística del Ejército Argentino dependiente de la X Brigada Mecanizada y basada en la Guarnición de Ejército «Pigüé» compartiendo con el Regimiento de Infantería Mecanizado 3.

## Antecedentes

### Batallón Logístico 10
El estudiante universitario Ricardo Aníbla Cantis desapareció el 13 de junio de 1976. Realizaba el servicio militar obligatorio en el 10. Las autoridades militares lo declararon desertor y lo tacharon de integrante del ERP.

## Historia
En 1943 fue creado el Arsenal del Sudeste, que a fines de 1943 fue renombrado como Arsenal del Sud, en 1945 como Arsenal «Ángel Monasterio», en 1964 como Batallón de Arsenales 181 «Ángel Monasterio» y en 1982 primero como Batallón de Arsenales 101 (pasando a depender directamente del Cuerpo de Ejército I) y luego como Batallón de Arsenales 602 «Ángel Monasterio» bajo dependencia de Comando de Arsenales.
La Base de Apoyo Logístico «Pigüé» fue creada en 1993 a partir de la fusión del Batallón Logístico 10 con el Batallón de Arsenales 602, bajo dependencia de la Brigada Mecanizada X. El Batallón Logístico 10 fue trasladado en la ocasión desde su asiento en la ciudad de Buenos Aires a la ciudad de Pigüé. Este batallón participó en la guerra de las Malvinas en 1982.
Su misión es proporcionar apoyo logístico a la X Brigada Mecanizada y la 3.ª División de Ejército.

## Organización
Referencia datos: Pérez Marignac, Guillermo. «Diseño Logístico Particular de la Fuerza de Despliegue Rápido». p. 28. Consultado el 3 de mayo de 2020.
- Jefe.
- Plana Mayor.
- Compañía Comando y Servicios.
- Compañía de Arsenales.
- Compañía de Transporte.
- Compañía de Sanidad.
- Sección de Intendencia.
- Sección de Personal.